# Ichneumon romani
Ichneumon romani är en stekelart som beskrevs av Smits van Burgst 1913. Ichneumon romani ingår i släktet Ichneumon och familjen brokparasitsteklar. Inga underarter finns listade i Catalogue of Life.